# سيماكسيس
سیماکسیس، (بالإنجليزية: Simaxis)‏، هي بلدية، في مقاطعة أوريستانو، في المنطقة الإيطالية سردينيا، وتقع على بعد حوالي 90 كم (56 ميل) شمال غرب كالياري، وحوالي 11 كم (7 ميل) ميل) شمال شرق أوريستانو.

## السكان
في سنة 1861 بلغ عدد السكان 786 نسمة، وتطور العدد ليصل في سنة 2011 لـ 2٬309 نسمة.
يظهر هذا المخطط البياني تطور النمو السكاني لـ سيماكسيس